# Leszek Bogunia
Leszek Bogunia (ur. 30 czerwca 1941 r. w Wadowicach, zm. 21 stycznia 2013 r.) – polski prawnik, profesor Uniwersytetu Wrocławskiego.

## Życiorys
Urodzony 30 czerwca 1941 r. w Wadowicach. W 1959 r. ukończył I Liceum Ogólnokształcące im. Marcina Wadowity w Wadowicach. W latach 1970. pracował w Katedrze i Zakładzie Medycyny Sądowej Akademii Medycznej we Wrocławiu. W 1972 obronił pracę doktorską Czyny nieletnich o znamionach przestępstw seksualnych napisaną pod kierunkiem Włodzimierza Gutekunsta. Był pracownikiem Uniwersytetu Wrocławskiego, m.in. kierownikiem Katedry Prawa Karnego Wykonawczego, kierownikiem Ogólnopolskiego Studium Prawa Karnego Wykonawczego i Uzupełniających Studiów Magisterskich Prawa dla Absolwentów Wyższej Szkoły Policji oraz członkiem senackich komisji ds. Rozwoju Młodej Kadry Naukowej i Statutowej, członkiem Polskiej Sekcji Association Internationale de Droit Pénal, a także Towarzystwa Medycyny Sądowej i Kryminologii. 
Zmarł 21 stycznia 2013 r. Pochowany został 25 styczniana cmentarzu przy ul. Bardzkiej we Wrocławiu.